# Vesperus sanzi
Vesperus sanzi là một loài bọ cánh cứng trong họ Cerambycidae.